# Henry Demarest Lloyd

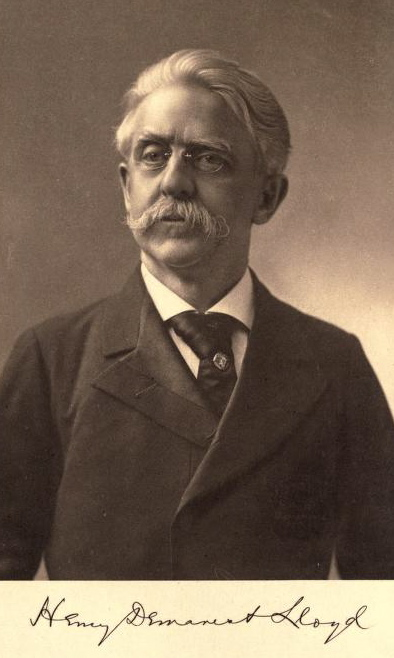
Henry Demarest Lloyd

Henry Demarest Lloyd (ur. 1 maja 1847 w Nowym Jorku, zm. 28 września 1903 w Chicago) – amerykański dziennikarz i publicysta polityczny, krytyk polityki trustów i monopoli, zaliczany do kręgu muckrackers.